# 59番街橋の歌 (フィーリン・グルーヴィー)
「59番街橋の歌 (フィーリン・グルーヴィー)」（原題： The 59th Street Bridge Song (Feelin' Groovy)）は、サイモン&ガーファンクルが1966年に発表した楽曲。

## 概要

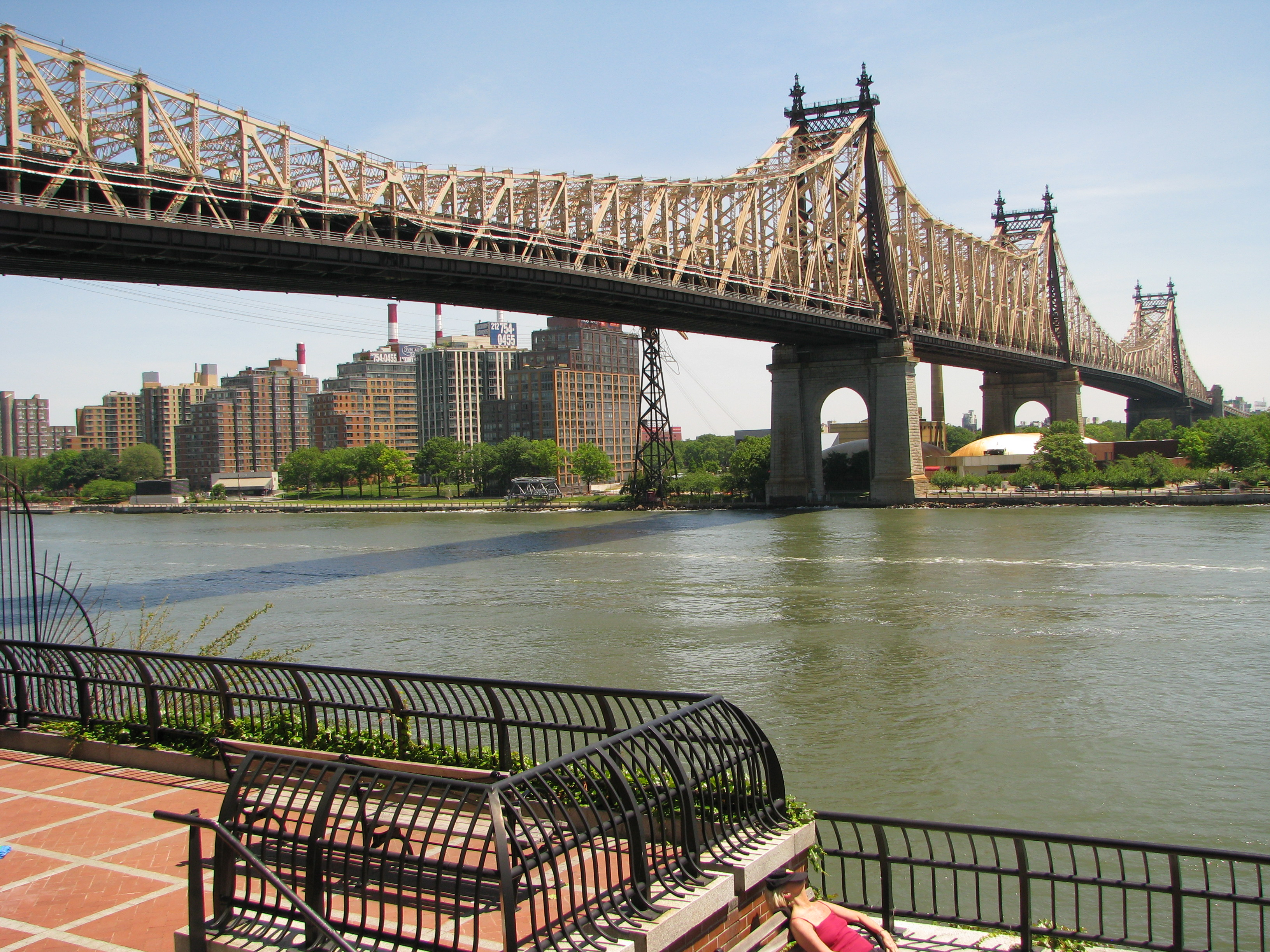
クイーンズボロ橋（ニューヨーク市）

1966年10月10日発売のアルバム『パセリ・セージ・ローズマリー・アンド・タイム』に収録された。翌1967年2月27日、「動物園にて（At the Zoo）」のB面曲としてシングルカットされた。
デイヴ・ブルーベック・カルテットのユージン・ライトがダブル・ベースを弾き、ジョー・モレロがドラムを叩いている。
「59番街橋」はニューヨークのイースト川にかかるクイーンズボロ橋の別名である。
ライブ・バージョンは以下のとおりである。
- 1967年1月22日、ニューヨークのフィルハーモニック・ホールにて演奏。ライブ・アルバム『ライヴ・フロム・ニューヨーク・シティ 1967』に収録。
- 1967年6月16日、モントレー・ポップ・フェスティバルにて演奏。翌1968年に公開された映画『Monterey Pop』に収録されている。
- 1969年11月8日、イリノイ州カーボンデールにて演奏。ライブ・アルバム『ライヴ1969』に収録。
- 1970年、ニューヨークのカーネギー・ホールにて演奏[2]。1972年発売のコンピレーション・アルバム『Simon and Garfunkel's Greatest Hits』に収録。
- 1981年9月19日、ニューヨークのセントラル・パークにて演奏。ライブ・アルバム『The Concert in Central Park』に収録。

## カバー・バージョン
- ハーパース・ビザール - 1967年のシングル。全米13位を記録。
- ザ・シーカーズ - 1967年のアルバム『Seekers Seen in Green』に収録。
- ザ・フリー・デザイン - 1967年のアルバム『Kites Are Fun』に収録。
- フォー・フレッシュメン - 1968年のアルバム『A Today Kind of Thing』に収録。
- ナナ・ムスクーリ - 1969年のアルバム『The Exquisite Nana Mouskouri』に収録[3]。
- マイク・ブルームフィールド&アル・クーパー - 二つのライブ・アルバムに収録。一つは『フィルモアの奇蹟』（1968年9月26日-28日録音）。同アルバムではポール・サイモンがコーラスをオーバーダビングしている。もう一つは『フィルモア・イーストの奇蹟』（1968年12月13日-14日録音）。
- ザ・ゴールデン・カップス - 1969年のライブ・アルバム『スーパー・ライヴ・セッション』に収録。
- ベッツィ&クリス - 1970年のライブ・アルバム『ベッツィ&クリス・オン・ステージ』に収録[4]。
- ジョニー・ハートマン - 1973年のアルバム『I've Been There』に収録。
- ピチカート・ファイヴ - 1985年の12インチ・シングル『オードリィ・ヘプバーン・コンプレックス』に収録。
- アート・ガーファンクル - 1996年のライブ・アルバム『アクロス・アメリカ〜ベリー・ベスト・オブ・アート・ガーファンクル』に収録。
- リズ・キャラウェイ - 2001年のアルバム『The Beat Goes On』に収録。
- レイチェル・マクファーレン - 2012年のアルバム『Hayley Sings』に収録。